# Olympische Geschichte Palaus
| Gelbes Symbol für Goldmedaillen mit stilisierten Olympischen Ringen | Graues Symbol für Silbermedaillen mit stilisierten Olympischen Ringen | Braundes Symbol für Bronzemedaillen mit stilisierten Olympischen Ringen |
| ------------------------------------------------------------------- | --------------------------------------------------------------------- | ----------------------------------------------------------------------- |
| —                                                                   | —                                                                     | —                                                                       |

Palau, dessen NOK, das Palau National Olympic Committee, 1997 gegründet wurde, nimmt seit 2000 an Olympischen Sommerspielen teil. An Winterspielen nahm bislang kein Athlet der Pazifikinseln teil. Jugendliche Athleten wurden zu allen bislang ausgetragenen Jugend-Sommerspielen geschickt.
Medaillen konnten Sportler und Sportlerinnen Palaus nicht gewinnen.

## Allgemeine Übersicht

### Olympische Spiele

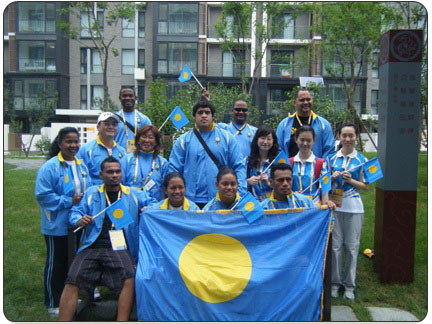
Die Olympiamannschaft von 2008

Die erste Olympiamannschaft Palaus in Sydney 2000 bestand aus Leichtathleten, Schwimmern und einer Gewichtheberin. Die Gewichtheberin Valeria Pedro war am 19. September 2000 die erste Sportlerin Palaus bei Olympischen Spielen. Der erste Mann, der Schwimmer Anlloyd Samuel, ging einen Tag später an den Start.
2004 nahm erstmals ein Ringer teil, 2012 eine Judoka und 2016 ein Kanute.

### Olympische Jugendspiele
Mit vier Jugendlichen nahm Palau an den Jugend-Sommerspielen 2010 in Singapur teil. Zwei Jungen und zwei Mädchen traten in den Sportarten Leichtathletik, Schwimmen und Gewichtheben an.
2014 in Nanjing nahmen drei jugendliche Athleten, zwei Jungen und ein Mädchen, teil. Sie traten in der Leichtathletik, im Schwimmen und im Ringen an.

## IOC-Mitglieder
2017 wurde die Kulturministerin Baklai Temengil zum IOC-Mitglied gewählt. Temengil war kurz zuvor zur ersten Vizepräsidentin des Oceania National Olympic Committees gewählt worden.

## Übersicht der Teilnahmen

### Sommerspiele
| Jahr      | Athleten           | Athleten           | Athleten           | Sportarten         | Sportarten         | Sportarten         | Sportarten         | Sportarten         | Sportarten         | Medaillen          | Medaillen          | Medaillen          | Medaillen          | Rang               |
| Jahr      | Gesamt             |                    |                    |                    |                    |                    |                    |                    |                    |                    |                    |                    | Medaillen – Gesamt | Rang               |
| --------- | ------------------ | ------------------ | ------------------ | ------------------ | ------------------ | ------------------ | ------------------ | ------------------ | ------------------ | ------------------ | ------------------ | ------------------ | ------------------ | ------------------ |
| 1896–1996 | nicht teilgenommen | nicht teilgenommen | nicht teilgenommen | nicht teilgenommen | nicht teilgenommen | nicht teilgenommen | nicht teilgenommen | nicht teilgenommen | nicht teilgenommen | nicht teilgenommen | nicht teilgenommen | nicht teilgenommen | nicht teilgenommen | nicht teilgenommen |
| 2000      | 5                  | 2                  | 3                  | 1                  |                    |                    | 2                  |                    | 2                  |                    |                    |                    |                    |                    |
| 2004      | 4                  | 2                  | 2                  |                    |                    |                    | 2                  | 1                  | 1                  |                    |                    |                    |                    |                    |
| 2008      | 5                  | 3                  | 2                  |                    |                    |                    | 2                  | 2                  | 1                  |                    |                    |                    |                    |                    |
| 2012      | 5                  | 2                  | 3                  | 1                  | 1                  |                    | 2                  |                    | 1                  |                    |                    |                    |                    |                    |
| 2016      | 5                  | 2                  | 3                  |                    |                    | 1                  | 1                  | 1                  | 2                  |                    |                    |                    |                    |                    |
| 2020      | 3                  | 2                  | 1                  |                    |                    |                    | 1                  |                    | 2                  |                    |                    |                    |                    |                    |
| 2024      | 3                  | 1                  | 2                  |                    |                    |                    | 1                  |                    | 2                  |                    |                    |                    |                    |                    |
| Gesamt    | Gesamt             | Gesamt             | Gesamt             | Gesamt             | Gesamt             | Gesamt             | Gesamt             | Gesamt             | Gesamt             | 0                  | 0                  | 0                  | 0                  |                    |

### Winterspiele
| Jahr      | Athleten           | Athleten           | Athleten           | Sportarten         | Medaillen          | Medaillen          | Medaillen          | Medaillen          | Medaillen          |
| Jahr      | Gesamt             |                    |                    | Sportarten         |                    |                    |                    | Medaillen – Gesamt | Rang               |
| --------- | ------------------ | ------------------ | ------------------ | ------------------ | ------------------ | ------------------ | ------------------ | ------------------ | ------------------ |
| 1924–2022 | nicht teilgenommen | nicht teilgenommen | nicht teilgenommen | nicht teilgenommen | nicht teilgenommen | nicht teilgenommen | nicht teilgenommen | nicht teilgenommen | nicht teilgenommen |
| Gesamt    | Gesamt             | Gesamt             | Gesamt             | Gesamt             | 0                  | 0                  | 0                  | 0                  | -                  |

### Jugend-Sommerspiele
| Jahr   | Athleten | Athleten | Athleten | Sportarten | Sportarten | Sportarten | Sportarten | Medaillen | Medaillen | Medaillen | Medaillen          | Medaillen |
| Jahr   | Gesamt   |          |          |            |            |            |            |           |           |           | Medaillen – Gesamt | Rang      |
| ------ | -------- | -------- | -------- | ---------- | ---------- | ---------- | ---------- | --------- | --------- | --------- | ------------------ | --------- |
| 2010   | 4        | 2        | 2        | 1          | 2          |            | 1          |           |           |           |                    |           |
| 2014   | 3        | 2        | 1        |            | 1          | 1          | 1          |           |           |           |                    |           |
| 2018   | 2        | 1        | 1        |            |            |            | 2          |           |           |           |                    |           |
| Gesamt | Gesamt   | Gesamt   | Gesamt   | Gesamt     | Gesamt     | Gesamt     | Gesamt     | 0         | 0         | 0         | 0                  |           |

### Jugend-Winterspiele
| Jahr      | Athleten           | Athleten           | Athleten           | Sportarten         | Medaillen          | Medaillen          | Medaillen          | Medaillen          | Medaillen          |
| Jahr      | Gesamt             |                    |                    | Sportarten         |                    |                    |                    | Medaillen – Gesamt | Rang               |
| --------- | ------------------ | ------------------ | ------------------ | ------------------ | ------------------ | ------------------ | ------------------ | ------------------ | ------------------ |
| 2012–2024 | nicht teilgenommen | nicht teilgenommen | nicht teilgenommen | nicht teilgenommen | nicht teilgenommen | nicht teilgenommen | nicht teilgenommen | nicht teilgenommen | nicht teilgenommen |
| Gesamt    | Gesamt             | Gesamt             | Gesamt             | Gesamt             | 0                  | 0                  | 0                  | 0                  | -                  |

## Medaillengewinner

### Goldmedaillen
Bislang (Stand 2024) keine Goldmedaille

### Silbermedaillen
Bislang (Stand 2024) keine Silbermedaille

### Bronzemedaillen
Bislang (Stand 2024) keine Bronzemedaille